# Pîrijna, Bârzula
Pîrijna (în ucraineană Пиріжна) este un sat în comuna Codâma din raionul Bârzula, regiunea Odesa, Ucraina.

## Demografie
Componența lingvistică a comunei Pîrijna
     Ucraineană (99,24%)
     Alte limbi (0,69%)
Conform recensământului din 2001, majoritatea populației comunei Pîrijna era vorbitoare de ucraineană (99,24%), existând în minoritate și vorbitori de alte limbi.